# Aegolipton acehense
Aegolipton acehense är en skalbaggsart som beskrevs av Komiya 2005. Aegolipton acehense ingår i släktet Aegolipton och familjen långhorningar. Inga underarter finns listade i Catalogue of Life.